# Szczasływe (obwód winnicki)
Szczasływe (ukr. Щасливе ) – wieś na Ukrainie w rejonie tulczyńskim obwodu winnickiego.
W pobliżu znajduje się przystanek kolejowy Zabołotne, położony na linii Żmerynka – Odessa.